# Кузнецова, Татьяна Юрьевна
Татьяна Юрьевна Кузнецова (род. 16 января 1969, Москва) — российская и израильская актриса театра и кино.
Родилась в семье диктора Всесоюзного радио Марины Кузнецовой и актёра Юрия Гусева.
1991 году окончила Театральное училище имени Щукина.
С 1991 года работала в Российском академическом Молодёжном Театре
с 2015 года — в  Театре Комедии (Соmedy Israel).

## Театр

### Российский академический Молодёжный Театр
- «Записки из подполья» Ф. Достоевский — Лиза
- «Капитанская дочка» А. Пушкин — Маша Миронова
- «Звёздный мальчик» О. Уайльд — Звездный мальчик
- «Марсианские хроники» Р. Бредбери — Алиса
- 2008 — «Оркестр» Ж. Ануй. Режиссёр: Валерий Киселёв — Сюзанна
- 1989 — «Приключения Тома Сойера» М.Твена. Режиссёр: Д. Крэнни — Миссис Форбс
- 2002 — «Эраст Фандорин» Б. Акунина. Режиссёр: Алексей Бородин — Первая дама
- 2008 — «Платонов. III акт» по пьесе «Безотцовщина» А. П. Чехова. Режиссёр: Александр Доронин — Анна Петровна Войницева, молодая вдова, генеральша
- 2010 — «Думайте о нас» Е.Клюева. Режиссёр: Владимир Богатырёв — Фея Возмездия

Израильский Театр Комедии -  Comedy Israel
2015  -  "Идеальная семья"    Режиссёр:    Семён Ронкин ,  роль: Мадам
2016  -  "Самоубийца - лучшая комедия 20-го века" по пьесе  Николая. Эрдмана   Режиссёр:    Семён Ронкин ,  роль: Маргарита Ивановна
2017  -  "Вся жизнь -театр"    Режиссёр:    Семён Ронкин ,  роль: Элеонора
2018  -   "Слишком женатый"   Режиссёр:    Семён Ронкин ,  роль: Кэти
2019  -   "Голос женщины"  Режиссёр:    Семён Ронкин ,  роль: Тэффи
2024 -  "Она,Жена и Сатана" Режиссер: Семён Ронкин , роль: Полина

## Кино
- 2002 — «Там, за океаном | Beyond the Ocean»
- 2002 — «Олигарх» — диктор ИТВ
- 2002 — «Одиночество крови» — продавщица в супермаркете
- 2001 — «Место на земле»
- 2001 — «Дама в очках, с ружьём, в автомобиле» — Дани Лонго
- 2000—2001 — «Черная комната» (серия «Мальчик, похожий на меня и девочка с его глазами») — Настя
- 2000 — «Свидание» (короткометражный)
- 1999 — «Белый танец»
- 1997 — «Все то, о чём мы так долго мечтали»
- 1996 — «Несут меня кони…»
- 1994 — «Зона Любэ»
- 1994 — «Здравствуй, племя молодое…» (киноальманах)
- 1994 — «Акт»
- 1992 — «Сталин | Stalin»
- 1991 — «Анна Карамазофф» — эпизод

## Сериалы
- 2012 — «Папины дочки. Суперневесты» — клерк (397)
- 2011 — «Москва. Три вокзала» (серия «Транзитный пассажир») — мать Егорки
- 2011 — «Девичья охота»
- 2010 — «Дворик» — Татьяна, водитель-стежер
- 2006 — «Врачебная тайна» — маляр
- 2005 — «Казус Кукоцкого» — Марлена Сергеевна
- 2003 — «Москва. Центральный округ»
- 2002 — «Трое против всех»
- 2002 — «Тайна Лебединого озера» — Печёнкина
- 2000 — «Траектория бабочки»
- 1996 — «Дела смешные — дела семейные»